# Numb (песня Linkin Park)
«Numb» (с англ. — «Оцепеневший») — песня американской рок-группы Linkin Park, сингл их второго студийного альбома Meteora 2003 года. Песня лидировала в чарте Billboard Alternative Songs в течение 6 недель в 2003 году и 6 недель в 2004 году, став, таким образом, единственной в истории песней, становившейся лучшей сразу в течение двух лет. На песню был выпущен ремикс, совместно с исполнителем Jay-Z, под названием «Numb/Encore» из альбома Collision Course. 1 сентября 2003 года был выпущен видеоклип на сингл, режиссёром которого стал Джо Хан, диджей группы.
В память о Честере Беннингтоне, который покончил жизнь самоубийством 20 июля 2017 года, фан-сообщество Linkin Park решило преодолеть отметку в 1 млрд просмотров официального видео композиции Numb. По состоянию на 8 сентября 2024 года клип на песню Numb является самым просматриваемым из всех клипов группы и набрал более 2,3 миллиарда просмотров на YouTube, а также является самым просматриваемым рок-клипом на YouTube.

## Видеоклип
В клипе на песню мы можем видеть историю обычной девушки-студентки, которая является «серой мышкой» (её играет Брайана Эвиган). Параллельно с этим перед зрителем предстают мостовые сцены, в ходе которых состав группы исполняет песню в здании Собора Святого Вита, в Праге. Однако солист Честер Беннингтон испытывал боли в спине и животе, поэтому часть съёмок происходила в кафедральном соборе Лос-Анджелеса.
В видео повествуется о проблемах в социуме и дома, с которыми ежедневно сталкивается в течение дня непопулярная студентка. Linkin Park в это время играют в храме. Девушка, по-видимому, тратит большую часть своего времени на рисование картин с натуры. Вероятно, она хочет стать художником. В институте её избегают и высмеивают, например, на лекции по химии лектор грубо отрывает её от рисования, и все смеются над ней. Позже при спуске по лестнице её толкает другая девушка, при этом никто не останавливается, чтобы помочь, а когда она пытается присесть к группе девочек за обеденным столом, те сразу встают и уходят. Дома за завтраком девушка выслушивает упрёки от женщины, предположительно — своей матери. Её руки испещрены порезами, на которых написано «NUMB». Во время кульминации песни её показывают в её комнате, когда она связывает волосы кисточкой и бросает краску на холст в гневе. В конце клипа она врывается в церковь, в которой играла группа, однако застаёт лишь пустое помещение.

## Список композиций
| №  | Название                                  | Длительность |
| -- | ----------------------------------------- | ------------ |
| 1. | «Numb»                                    | 3:05         |
| 2. | «From the Inside» (Live at LPU Tour 2003) | 2:55         |
| 3. | «Numb» (Music Video)                      |              |

| №  | Название                                | Длительность |
| -- | --------------------------------------- | ------------ |
| 1. | «Numb»                                  | 3:06         |
| 2. | «Easier To Run» (Live at LPU Tour 2003) | 3:22         |
| 3. | «Faint» (Video)                         |              |

Также в 2004 году вышла композиция Numb/Encore с участием рэпера Jay-Z, представляющая собой мэшап с его песней Encore.

## Чарты
| Чарт (2004)                            | Высшая позиция |
| -------------------------------------- | -------------- |
| Australian ARIA Singles Chart          | 10             |
| Austrian Singles Chart                 | 2              |
| Belgian Singles Chart                  | 48             |
| Dutch Top 40                           | 2              |
| France Singles Chart                   | 19             |
| German Singles Chart                   | 19             |
| Greek Singles Chart                    | 1              |
| Italian Singles Chart                  | 47             |
| Ireland Singles Chart                  | 16             |
| New Zealand RIANZ Singles Chart        | 13             |
| Portugal Top 20                        | 5              |
| Sweden Singles Chart                   | 23             |
| Swiss Singles Chart                    | 15             |
| U.S. Billboard Hot 100                 | 11             |
| U.S. Billboard Hot 100 Airplay         | 11             |
| U.S. Billboard Top 40 Mainstream       | 5              |
| U.S. Billboard Hot Adult Top 40 Tracks | 31             |
| U.S. Billboard Mainstream Rock Tracks  | 1              |
| U.S. Billboard Modern Rock Tracks      | 1              |
| U.S. Billboard Year-End                | 33             |
| UK Singles Chart                       | 14             |

| Чарт (2008)                               | Высшая позиция |
| ----------------------------------------- | -------------- |
| U.S. Billboard Hot 100                    | 71             |
| U.S. Billboard Pop 100                    | 24             |
| U.S. Billboard Hot Adult Top 40 Tracks    | 13             |
| U.S. Billboard Hot Digital Songs          | 30             |
| U.S. Billboard Hot Mainstream Rock Tracks | 99             |
| U.S. Billboard Hot Modern Rock Tracks     | 19             |
| Canadian Singles Chart                    | 95             |
| Canadian Hot 100                          | 30             |